# نادي الجهراء
نادي الجهراء الرياضي، نادي رياضي كويتي، تأسس في 4 ديسمبر 1966 باسم نادي الشهداء، وهو النادي الرياضي الوحيد في محافظة الجهراء. لعب لنادي الجهراء العديد من النجوم مثل وائل سليمان ونواف جديد وسلطان عطشان وسلامة هادي وفلاح دبشة وخالد الجارلله الحسيني وخلف السلامة، ومن النجوم المحترفين لعب له اللاعب العماني هاني الضابط والقطري الدولي عبدالكريم حسن.

## تاريخ

شعار نادي الجهراء ما بين 2023-2024

أطلق على نادي الجهراء في البداية اسم نادي القصر الأحمر الرياضي، وكان ذلك في اجتماع اللجنة التأسيسية يوم الخميس 1966/10/27، وبنفس الاجتماع أنتخب أول مجلس إدارة، ثم تغير الاسم إلى نادي قرية الجهراء وكان ذلك بتاريخ 1966/11/19، ثم أطلق عليه نادي الشهداء بتاريخ 1966/11/27، وقد تغير اسمه أخيراً إلى نادي الجهراء الرياضي وكان ذلك عام 1979.

## مؤسسو النادي
- السيد/ فلاح مبارك الحجرف
- السيد/ عثمان مزعل السعيد
- السيد/ محمد هيف الحجرف
- السيد/ فالح مطر المصيريع
- السيد/ عبد الله اللافي
- السيد/ عثمان عبد الكريم العيسى
- السيد/ عبد العزيز الطارش الظاهر
- السيد/ فارس محمــد السعـــود
- السيد/ سعـــود عبد العزيز العجيان
- السيد/ ناصر عبد الله العساكر
- السيد/ محمد سليمان محمد الصريخ
- السيد/ حمد مبارك العيار
- السيد/ محمد عبد الله الخلف
- السيد/ عبد المحسن محمد السعيد
- السيد/ يوسـف عبد اللطيف الثابت
- السيد/ مناور سليمان السعيد

## الإنجازات
- الدوري الكويتي مرة واحدة: 1989/1990
- كأس تشرين مرة واحدة: 2007
- دوري الدرجة الأولى الكويتي مرتين: 2002/2003، 1989/1990.
- كأس الأمير ثلاث مرات كوصيف: 1996، 2002، 2013.

## تغيير الشعار[4]
بعهد مجلس الادارة المنتخب بتاريخ 2023/1/12 برئاسة المحامي خالد الجارالله الحسيني، وافقت الجمعية العمومية العادية على مقترح مجلس الادارة بتغيير الشعار ليكون أول نادي كويتي يغير شعاره لمواكبة التطور الرقمي وكان ذلك في يوم الخميس الموافق 2023/6/22  ، وبتاريخ 2023/6/30 أعلن مجلس الادارة عبر حساب نادي الجهراء الرياضي في منصة X عن إتاحة الفرصة للمشاركة في تغيير الشعار للجمهور بضوابط تحافظ على رمزية الشعار ، وفي 2023/8/20 أقيم حفل تدشين الشعار الجديد في ديوان القصر الأحمر ( التاريخي ) تحت رعاية أول رئيس لنادي الجهراء الرياضي السيد / فارس محمد السعود، وبحضور وتكريم جميع رؤساء النادي السابقين وذويهم ، وكان الحفل مميز بدخول الخيل من القصر على الحضور والعروض المقدمة التي اثارت إعجاب السادة الحضور وجميع وسائل الاعلام، وفي 2024/10/15 تم الرجوع إلى شعار القديم.

## تشكيلة الفريق الحالية
- آخر تحديث: 1 سبتمبر 2015.

ملاحظة: تشير الأعلام إلى المنتخب الوطني على النحو المحدد في قواعد الأهلية للفيفا. قد يحمل اللاعبون أكثر من جنسية واحدة غير تابعة للفيفا.
| الرقم | البلد    | المركز | اللاعب               |
| ----- | -------- | ------ | -------------------- |
| 4     | الكويت   | وسط    | حمود ملفي            |
| 44    | الكويت   | مدافع  | عادل سعيد            |
| 5     | الكويت   | وسط    | عبيد رافع العنزي     |
| 6     | البرازيل | مدافع  | ألكسندرو سانتوس      |
| 7     | الكويت   | مهاجم  | محمد دهش             |
| 8     | البرازيل | مهاجم  | إلياس دي اوليفيرا    |
| 9     | الكويت   | وسط    | سعد الوليد           |
| 10    | الكويت   | مهاجم  | محمد سعد العجمي      |
| 11    | الكويت   | وسط    | إبراهيم محمد العتيبي |
| 12    | الكويت   | وسط    | محمد حمدان العنزي    |
| 14    | الكويت   | وسط    | عبد الرحمن السربل    |

| الرقم | البلد    | المركز | اللاعب                |
| ----- | -------- | ------ | --------------------- |
| 17    | الكويت   | وسط    | مشعل ملابش            |
| 22    | الكويت   | حارس   | بندر سليمان           |
| 23    | الكويت   | مدافع  | نواف مجهول            |
| 25    | الكويت   | مدافع  | أحمد حسن حمود         |
| 26    | الكويت   | حارس   | حمد الخالدي           |
| 27    | البرازيل | وسط    | أنتونيو سانتوس        |
| 31    | الكويت   | حارس   | بدر العازمي           |
| 33    | الكويت   | مهاجم  | سعود عثمان الشمري     |
| 39    | الكويت   | وسط    | أحمد شلال لطيف        |
| 61    | الكويت   | مدافع  | عبدالرحمن خالد العنزي |

## أبرز المدربين
| الأعوام            | المدرب             | الجنسية                                 |
| ------------------ | ------------------ | --------------------------------------- |
| 1984 - 1986        | أنتال سزينتميهالي  | المجر                                   |
| 1986 - 1987        | ألن جونز           | إنجلترا                                 |
| 1990               | صالح زكريا         | الكويت                                  |
| 1993 - 1994        | جيفيكو             | بلغاريا                                 |
| 1994               | عبد القادر العجيان | الكويت                                  |
| 1995 - 1996        | فولا               | جمهورية يوغوسلافيا الاشتراكية الاتحادية |
| 1996               | كريم سلمان         | الكويت                                  |
| 1997 - 1998        | فيرنر              | ألمانيا                                 |
| 1998               | ألكسندر مولدوفان   | رومانيا                                 |
| 1998               | كريم سلمان         | الكويت                                  |
| 2000 - 2001        | كريم سلمان         | الكويت                                  |
| 2001               | جواد مقصيد         | الكويت                                  |
| 2001 - 2003        | عبد القادر العجيان | الكويت                                  |
| 2005 - 2006        | مولدوفان كراوس     | رومانيا                                 |
| 2006 - 2007        | تسيلنيو أوريل      | رومانيا                                 |
| 2007               | غليفص العجمي       | الكويت                                  |
| نوفمبر 2007 - 2008 | ألكسندر كليبر      | البرازيل                                |
| 2008 - نوفمبر 2008 | ماريان ميهائيل     | رومانيا                                 |
| نوفمبر 2008 - 2009 | صالح العصفور       | الكويت                                  |
| 2009 - 2010        | زياديتش            | البوسنة والهرسك                         |
| 2010 - 2013        | غينيس دي سيلفا     | البرازيل                                |
| 2013 - 2014        | بوريس بونياك       | صربيا                                   |
| 2014 - 2015        | ميودراغ            | الجبل الأسود                            |
| 2015 - 2016        | سكندر جيجا         | ألبانيا                                 |
| 2016 - 2016        | محمد الشيخ         | الكويت                                  |
| 2019 - 2020        | محمد المشعان       | الكويت                                  |
| 2023 - حتي الآن    | عبد الله الشلاحي   | الكويت                                  |